# Porto Alegre
Porto Alegre [ˈpoɾtʊ aˈlɛɡɾɪ]IPA , doslova Veselý přístav, je jedno z největších měst v Brazílii a hlavní město spolkového státu Rio Grande do Sul. Město je jedno z nejdůležitějších kulturních, politických a ekonomických středisek v jižní části Brazílie. Jedná se také o centrum vzdělanosti, neboť se zde nachází množství významných univerzit. Ve městě se nachází mezinárodní letiště a rušný přístav.

## Demografie
Podle sčítání z roku 2010 zde žije zhruba 1 509 939 obyvatel. Porto Alegre je jedno z nejbohatších a také nejrozmanitějších měst v Latinské Americe. Ve městě žije mnoho imigrantů z nejrůznějších částí světa, nejvíce ovšem z Portugalska, Německa, Itálie, Španělska a Polska. Ve městě najdeme rovněž početnou židovskou a arabskou komunitu.

## Ekonomie, společnost, zajímavosti
Porto Alegre je též známo jako pořadatel Nezávislého ekonomického fóra, kde se setkávají kapacity Mezinárodního měnového fondu a Světové banky. Heslem fóra je „Peníze jsou tu kvůli lidem, nikoliv lidé kvůli penězům“.
Porto Alegre je také známé jako organizátor akcí v duchu přímé demokracie.

## Sport
V Porto Alegre sídlí dva fotbalové kluby: Grêmio a Internacional.

## Slavní rodáci
- Adriana Calcanhotto (* 1965), brazilská zpěvačka a hudební skladatelka[1]
- Fabricio Werdum (* 1977), brazilský bojovník MMA[2]
- Paulo César Tinga (* 1978), bývalý brazilský fotbalista, záložník
- Ronaldinho (* 1980), fotbalista
- Luiz Adriano (* 1987), brazilský fotbalový útočník[3]
- Anderson Luís de Abreu Oliveira (* 1988), bývalý brazilský fotbalový záložník[4]
- Rafael Matos (* 1996), brazilský tenista[5]
- Raphinha (* 1996), brazilský fotbalový záložník[6]

## Partnerská města
- Durango, Mexiko
- Guadalajara, Mexiko
- Kanazawa, Japonsko
- La Plata, Argentina
- Morano Calabro, Itálie
- Natal, Brazílie
- Newark, USA
- Austin, USA
- Punta del Este, Uruguay
- Ribeira Grande, Portugalsko
- Rosario, Argentina
- Paříž, Francie
- Su-čou, Čína
- Surabaya, Indonésie
- Petrohrad, Rusko

## Galerie

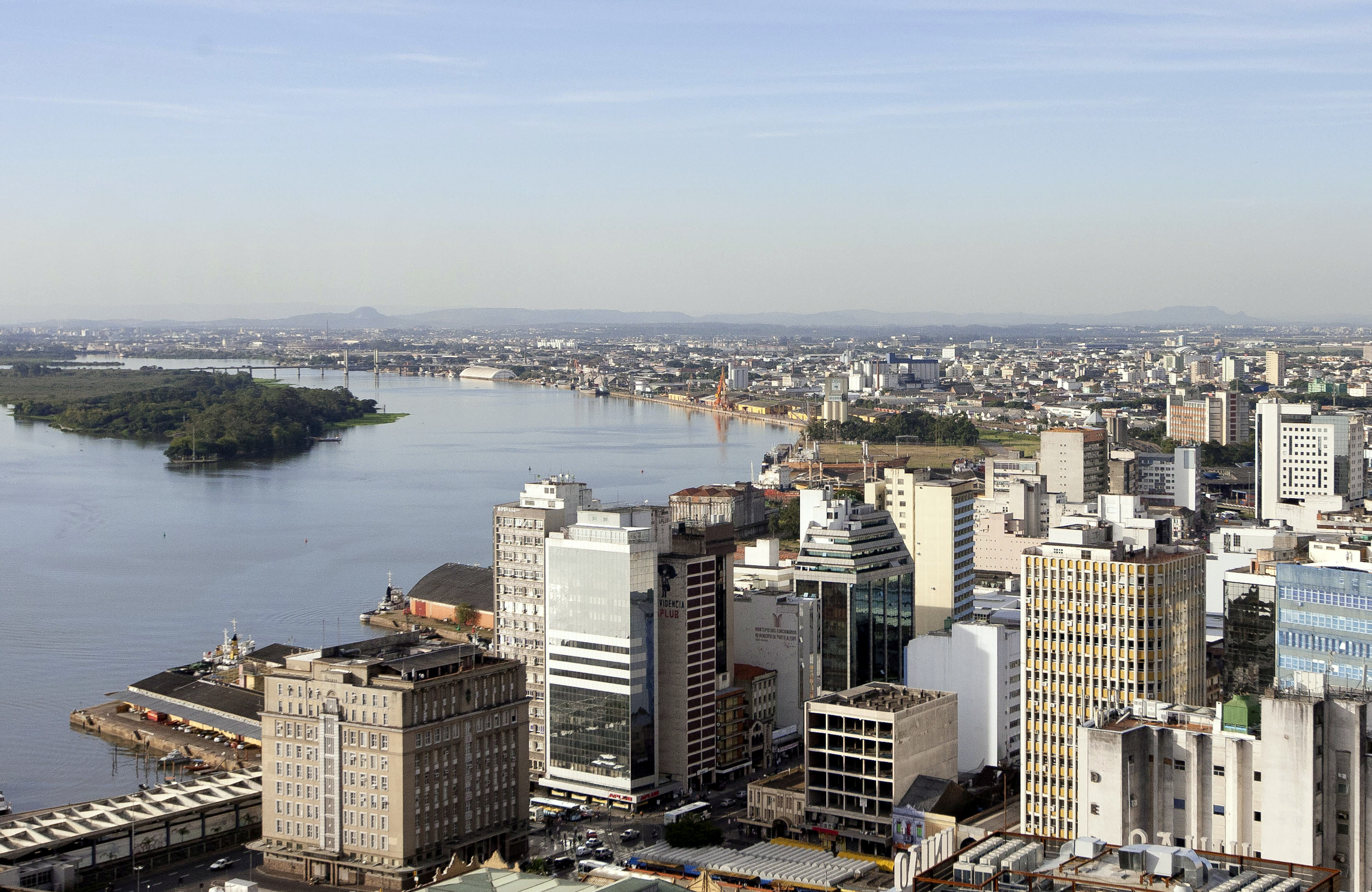
Pohled na město
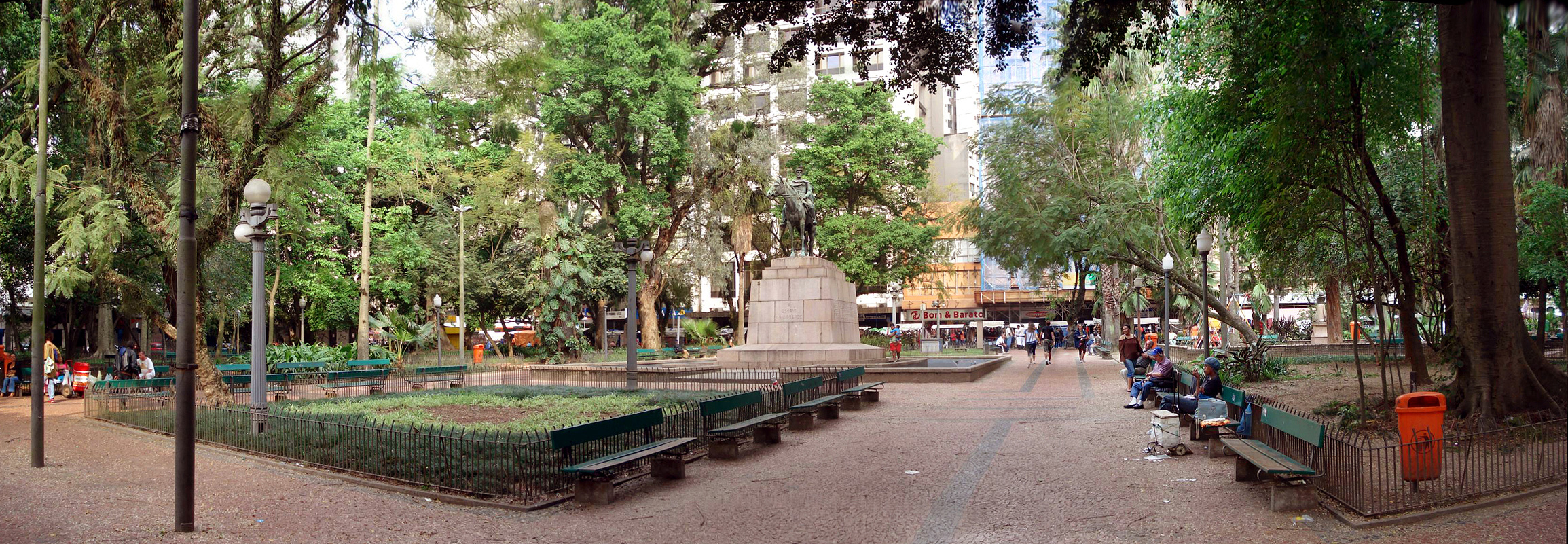
Praça da Alfândega
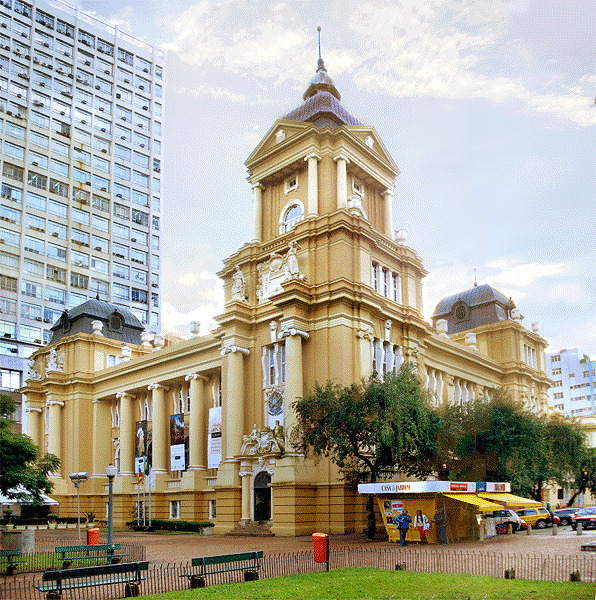
Muzeum umění
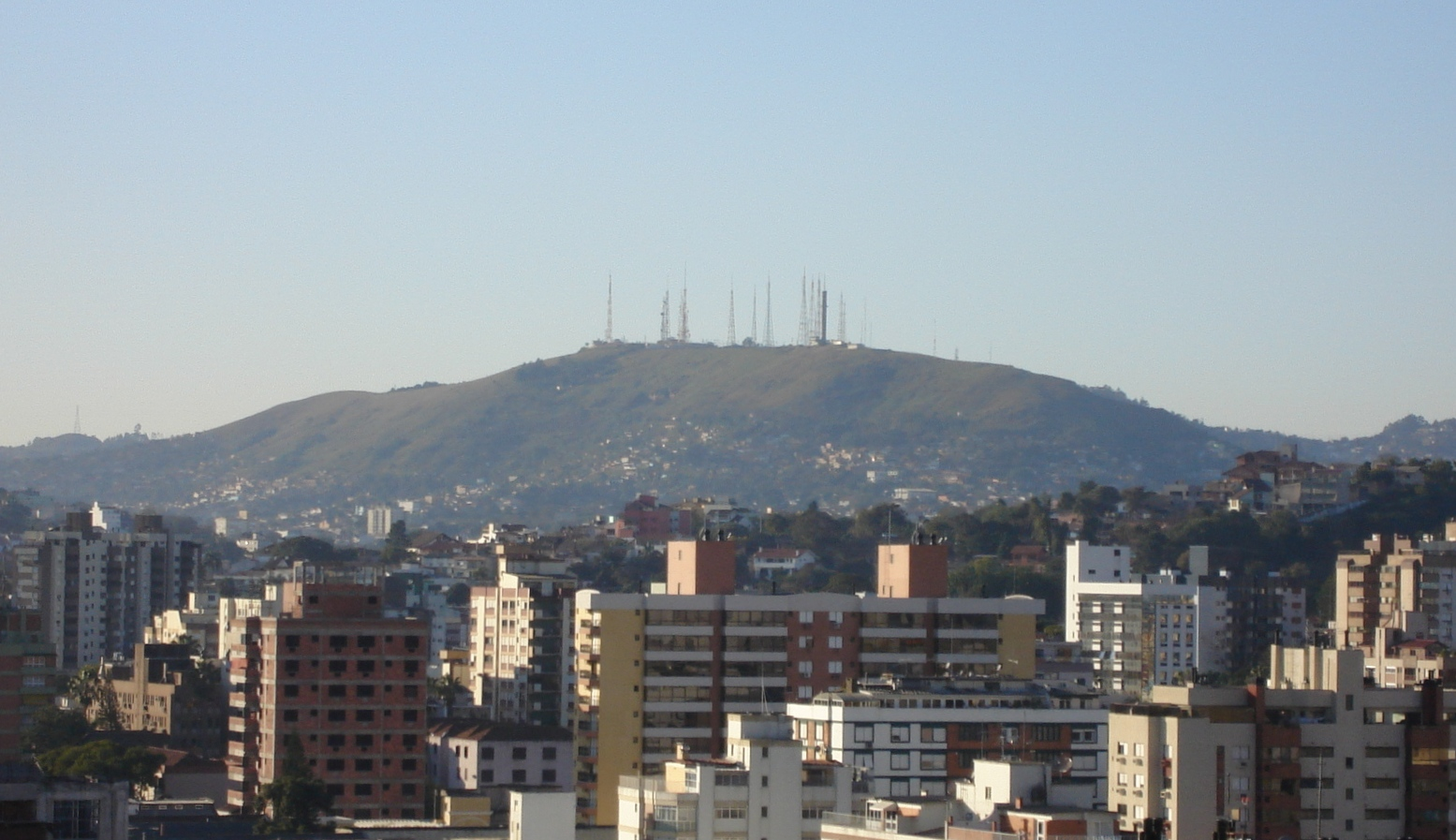
Morro da Polícia
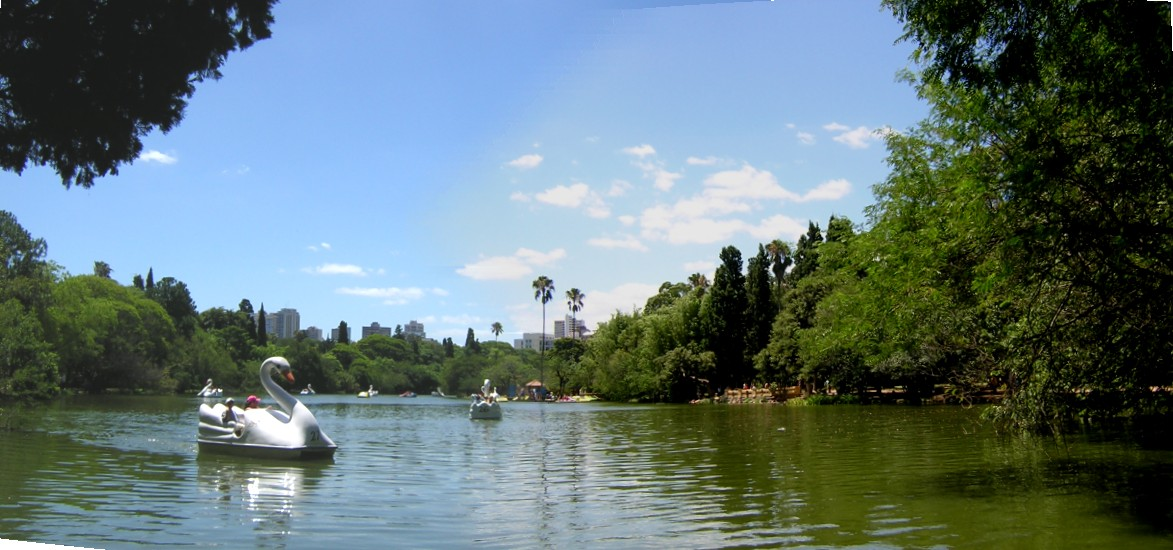
Parque da Redenção
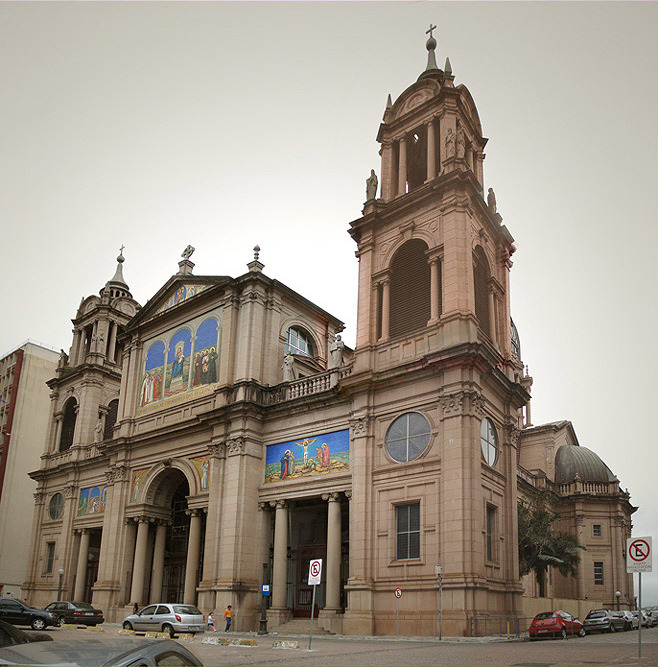
Katedrála
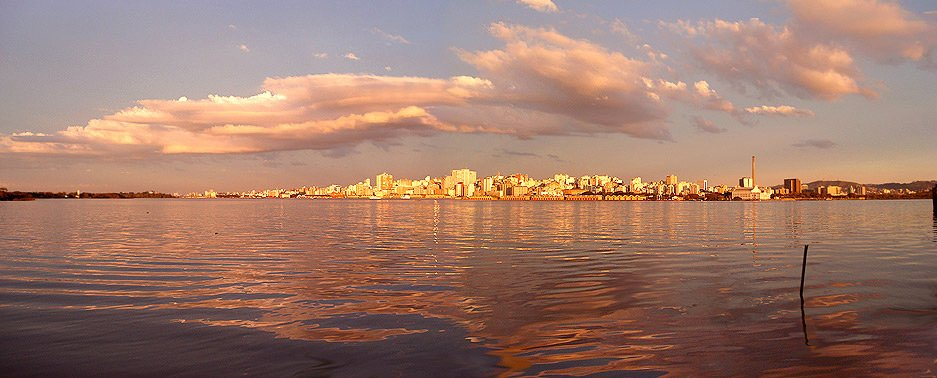
Panorama při západu slunce
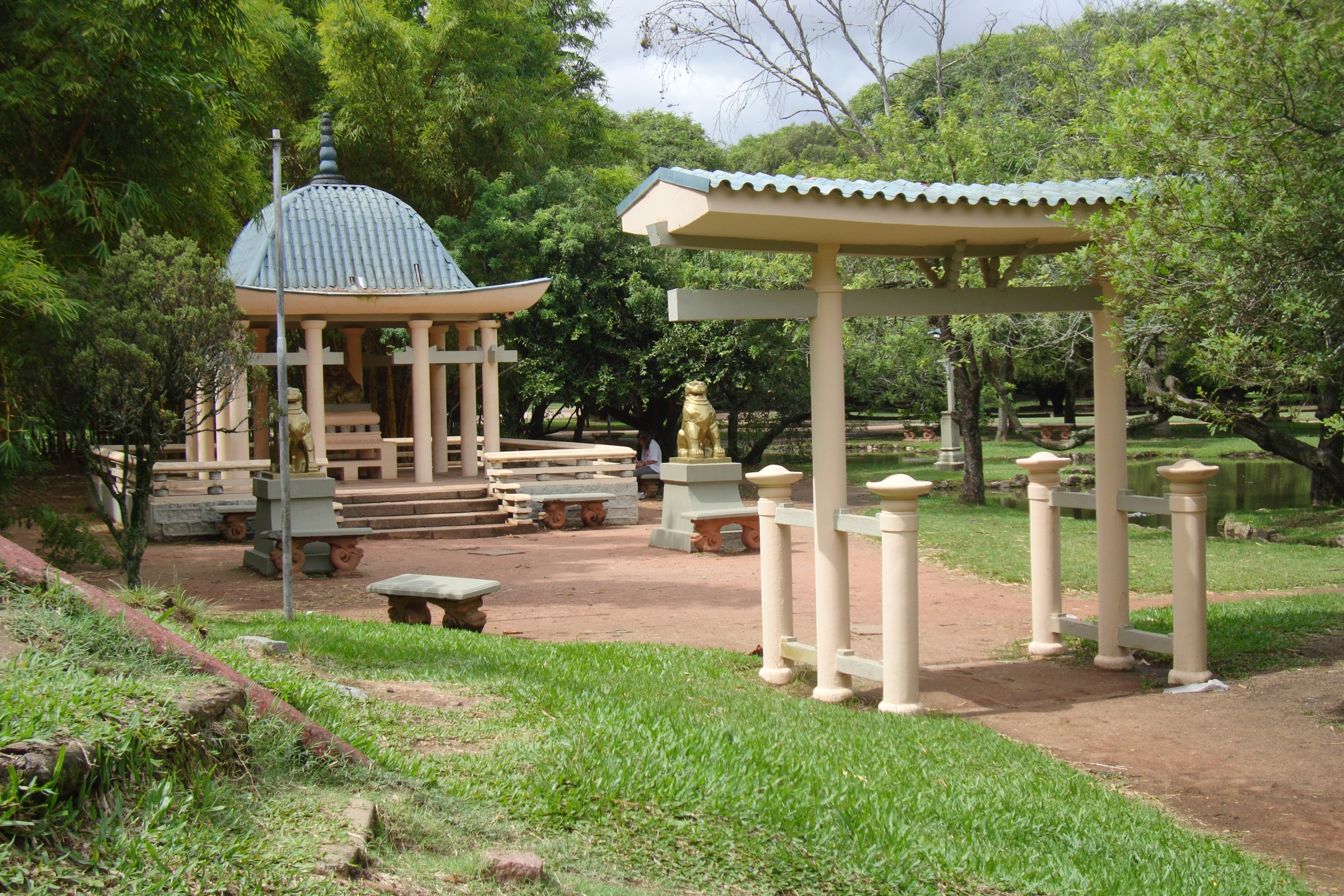
Recanto Oriental